# Slavia Praga
SK Slavia Praga (în cehă SK Slavia Praha) este un club profesionist de fotbal ceh, din orașul Praga, fondat în anul 1892.
Slavia Praga joacă în Gambrinus Liga - eșalonul superior al fotbalului din Republica Cehă. Împreună cu Sparta Praga, este considerat unul dintre cele mai bune cluburi de fotbal din Cehia, iar rivalitatea dintre cele două cluburi este acerbă în fotbalul din Cehia. Slavia a câștigat 14 titluri, 7 Cupe ale Cehiei, precum și Cupa Mitropa (Cupa Central Europeană) în 1938. În 2007, Slavia Praga s-a calificat în faza grupelor ale UEFA Champions League pentru prima dată în istoria echipei.
În plus, alături de echipa masculină, Slavia Praga are echipe masculine și feminine de tineret.

## Denumiri de-a lungul timpului
- 1892 - SK ACOS Praga (Sportovní klub Akademický cyklistický odbor Slavia Praha)
- 1893 - SK Slavia Praga (Sportovní klub Slavia Praha)
- 1948 – Sokol Slavia Praga
- 1949 – ZSJ Dynamo Slavia Praga (Základní sportovní jednota Dynamo Slavia Praha)
- 1953 – DSO Dynamo Praga (Dobrovolná sportovní organizace Dynamo Praha)
- 1954 – TJ Dynamo Praga (Tělovýchovná jednota Dynamo Praha)
- 1965 – SK Slavia Praga (Sportovní klub Slavia Praha)
- 1973 – TJ Slavia Praga (Tělovýchovná jednota Slavia Praha)
- 1977 – TJ Slavia IPS Praga (Tělovýchovná jednota Slavia Inženýrské průmyslové stavby Praha)
- 1978 – SK Slavia IPS Praga (Sportovní klub Slavia Inženýrské průmyslové stavby Praha)
- 1991 – SK Slavia Praga (Sportovní klub Slavia Praha - fotbal, a.s.)

## Palmares
- Cupa Mitropa (1): 1938
- Prima Ligă Cehoslovacă (13): 1925, 1928–29, 1929–30, 1930–31, 1932–33, 1933–34, 1934–35, 1936–37, 1939–40, 1940–41, 1941–42, 1942–43, 1946–47
- Prima Ligă Cehă (5): 1995–96, 2007–08, 2008–09, 2016-17, 2018-19
- Cupa Cehiei (7): 1941, 1942, 1945, 1974, 1997, 1998–99, 2001–02
- Campionatul Ceh (6): 1897 spring, 1897 fall, 1898, 1899, 1900, 1901
- Campionatul Bohemiei (2): 1918, 1924
- Campionatul ČSF (2): 1913, 1915
- Cupa Bohemiei (8): 1922, 1926, 1927, 1928, 1930, 1932, 1935, 1941
- Charity Cup (4): 1908, 1910, 1911, 1912
- InterCup (7): 1970, 1972, 1977, 1978, 1986, 1992, 1993

## Istoric antrenori
La 9 august 2015.
| - John Madden (1905–30) - Josef Štaplík (1930–33) - Kálmán Konrád (1933–35) - Jan Reichardt (1935–38) - Emil Seifert (1939–46) - Josef Pojar (1946–47) - Viliam König (1947–48) - Jan Reichardt (1949) - Viliam König (1950–51) - Emil Seifert (1952–53) - Josef Bican (1954–56) - Antonín Rýgr (1956–58) - Josef Forejt (1958) - Antonín Rýgr (1959) - Vlastimil Kopecký (1959) - Karel Finek (1959–60) - Josef Forejt (1960) - Antonín Rýgr (1960–63) - Karel Finek (1963–64) - František Ipser (1964–66) - Vratislav Fikejz (1966) | - Mirko Paráček (1966) - František Havránek (1966–68) - Jiří Nedvídek (1968–69) - Josef Forejt (1969–70) - Antonín Rýgr (1970–72) - Miroslav Linhart (1972) - Rudolf Vytlačil (1973) - Jaroslav Jareš (1973–79) - Bohumil Musil (1979–80) - Josef Bouška (1981) - Miroslav Starý (1981) - Milan Máčala (1982–84) - Jaroslav Jareš (1984–86) - Vlastimil Petržela (1986–87) - Tomáš Pospíchal (1987–88) - Ivan Kopecký (1988–89) - Vlastimil Petržela (1990–92) - Jozef Jarabinský (1992–93) - Jindřich Dejmal (1993–94) - Miroslav Beránek (1994–95) - František Cipro (1995–97) | - Pavel Tobiáš (1997–98) - Petr Rada (1998) - Jaroslav Hřebík (1998–99) - František Cipro (1999–00) - Karel Jarolím (2000–01) - Josef Pešice (2001) - Miroslav Beránek (2001–03) - Josef Csaplár (Jan 2004–aprilie 2005) - Karel Jarolím (iulie 2005–martie 2010) - František Cipro (martie 2010–mai 2010) - Karel Jarolím (iulie 2010–septembrie 2010) - Michal Petrouš (septembrie 2010–Oct 2011) - František Straka (Oct 2011–martie 2012) - Martin Poustka (martie 2012–iunie 2012) - Petr Rada (iulie 2012–aprilie 2013) - Michal Petrouš (aprilie 2013–septembrie 2013) - Miroslav Koubek (septembrie 2013–martie 2014) - Alex Pastoor (martie 2014–mai 2014) - Miroslav Beránek (iunie 2014–iunie 2015) - Dušan Uhrin, Jr. (mai 2015- august 2016) - Jindřich Trpišovský (decembrie 2017-) |